# Epiplema fulvigrisea
Epiplema fulvigrisea är en fjärilsart som beskrevs av Warren. Epiplema fulvigrisea ingår i släktet Epiplema och familjen Uraniidae. Inga underarter finns listade i Catalogue of Life.